# Anisococcus imperialis
Anisococcus imperialis är en insektsart som beskrevs av Mckenzie 1967. Anisococcus imperialis ingår i släktet Anisococcus och familjen ullsköldlöss. Inga underarter finns listade i Catalogue of Life.